# گمینا دالیکوو
گمینا دالیکوو (به لهستانی:  Gmina Dalików) یک گمینا در لهستان است که در شهرستان پودمبیتسه واقع شده‌است. گمینا دالیکوو ۱۱۲٫۷ کیلومتر مربع مساحت و ۳٬۶۵۰ نفر جمعیت دارد.